# The Scarlet Pimpernel (comédie musicale)
Pour l’article homonyme, voir The Scarlet Pimpernel.
The Scarlet Pimpernel est une comédie musicale de 1997, librement inspirée de la saga littéraire du Mouron Rouge de la baronne Emma Orczy. Il s'agit d'une création originale de Frank Wildhorn et Nan Knighton.

## Postulat
Juillet 1794. La France, en pleine Révolution, connaît une période trouble. A sa tête, le gouvernement révolutionnaire est dirigé par le jacobin Maximilien de Robespierre et le Comité de salut public.
La terreur s'abat sur la noblesse : des aristocrates, accusés de crimes contre-révolutionnaires, sont arrêtés les uns après les autres et condamnés à la guillotine.
Au milieu de ce tumulte sanglant, un mystérieux bienfaiteur baptisé le Scarlet Pimpernel (« Mouron rouge ») s'emploie à sauver les aristocrates innocents et provoque une émeute dans les rues de Paris. Le Scarlet Pimpernel n'est autre que le gentleman britannique Percy Blakeney, épaulé par ses fidèles amis.
Alors que Percy et ses alliés multiplient les coups d'éclat, ils se retrouvent la cible d'un ennemi tenace : Chauvelin, disciple de Robespierre, se lance aux trousses du Scarlet Pimpernel pour révéler sa véritable identité et l'anéantir...

## Synopsis

### Acte I
La pièce s'ouvre à la Comédie-Française, l'une des plus prestigieuses scènes parisiennes, où la célèbre Marguerite de Saint-Just donne son ultime représentation (Storybook). L'actrice annonce au public son mariage avec un riche aristocrate anglais, Sir Percy Blakeney. Chauvelin, un fanatique à la botte de Robespierre, fait fermer le théâtre avant la fin de la représentation. Percy, Marguerite et le frère cadet de cette dernière, Armand, fuient pour l'Angleterre. L'un des proches amis de Percy, le Marquis de Saint-Cyr, est arrêté. Chauvelin supervise en personne l'exécution du Marquis, guillotiné dans les rues misérables de Paris (Madame Guillotine).
Percy et Marguerite se marient en Angleterre (Believe). Cependant, le soir de leur union, Percy apprend que son épouse a dénoncé le marquis de Saint-Cyr et a causé son arrestation par le gouvernement révolutionnaire (Wedding Dance). Le cœur brisé, Percy est déchiré entre son amour pour Marguerite et la connaissance de sa trahison (Prayer). Le mariage des Blakeney est durement éprouvé par cette épreuve.
Se sentant responsable du drame, Percy décide de sauver les innocents de la guillotine. Le jeune noble prend l'identité du Scarlet Pimpernel (« Mouron rouge »). Il parvient à convaincre ses fidèles amis de se joindre à lui dans ses tentatives de sauvetage audacieuses. Ils sont rejoints par Armand, le frère de Marguerite, qui insiste pour être intégré au groupe (Into the Fire). Ils deviennent la League of the Scarlet Pimpernel. Pour éviter d'être ciblée par Chauvelin, la bande se comporte de façon frivole et idiote, ce qui dissipe efficacement tous les soupçons. Sous les ordres stricts de Percy, Marguerite est maintenue à l'écart de la League et de ses activités secrètes.
Au cours des cinq semaines suivantes, à Paris, la League sauve efficacement de nombreuses victimes potentielles (The Rescue). Furieux, Robespierre ordonne à Chauvelin de découvrir l'identité du Scarlet Pimpernel avec l'aide d'un espion belge nommé Grappin... Qui s'avère être Percy déguisé ! Frustré par sa débâcle et heurté par cet acolyte imposé, Chauvelin jure de réussir (Falcon in the Dive).
De retour en Angleterre, Marie Grosholtz, une créatrice de costumes et meilleure amie de Marguerite, se rend au domaine des Blakeney. Les servantes de la maison bavardent au sujet du Scarlet Pimpernel, sous l'œil amusé de Percy qui continue son petit numéro de dandy ahuri (Scarlet Pimpernel Transition). Déboussolée et triste, Marguerite ne comprend pas pourquoi son mari s'avère si différent de l'homme qu'elle a épousé (When I Look At You).
Informée qu'un visiteur l'attend dans le jardin, Marguerite sort. Percy, toujours épris d'elle, ne peut s'empêcher de se questionner sur l'attitude qu'il doit arborer vis à vis de sa femme (When I Look At You - Reprise). Le visiteur s'avère être Chauvelin : il tente de convaincre Marguerite, la pressant de se joindre pour démasquer le Scarlet Pimpernel. De fait, les agents français pensent que le mystérieux justicier est un intime du cercle des Blakeney... Percy se joint à la conversation et Chauvelin, perplexe, l'observe se ridiculiser avec ses manières pédantes. Lorsque Percy s'en va, Chauvelin essaie de rappeler à Marguerite l'engouement qu'ils partageaient autrefois pour la Révolution et l'inclination qu'ils avaient l'un pour l'autre (Where's The Girl?). Marguerite rejette les avances de son ancien ami et le renvoie.
Armand, à peine rentré de son périple pour la League, annonce à sa sœur qu'il va repartir en voyage, cette fois en France. Marguerite est bouleversée : elle craint que son cadet, le seul homme qu'elle chérit réellement, ne se mette en danger. Marguerite supplie Armand de rester (You Are My Home). Toutefois, après avoir tenter en vain de la réconforter, il part. Aux côtés de Marie, il se rend à Paris pour aider la League.
Percy informe le reste de sa bande que le Prince de Galles, soupçonnant la raison de leurs escapades en France, exige de les recevoir. Pour apaiser les soupçons du Prince, le jeune homme et ses amis poursuivent leur petit jeu futile avec élégance et flamboyance, arborant des créations à la pointe de la mode (The Creation of Man). Au palais, la League manipule le Prince et le persuade qu'elle n'a rien à voir avec les activités du Scarlet Pimpernel.
Toujours sur leurs traces, Chauvelin arrive pour rencontrer le Prince ; il est froidement congédié car l'héritier demande à Percy et ses acolytes leur aide pour choisir sa tenue en vue du bal royal qui se tiendra dans la soirée. Ayant reçu une note de Chauvelin, Marguerite arrive à son tour au palais. Ce dernier sollicite à nouveau son aide. Marguerite refuse de la lui accorder mais subit un odieux chantage : Armand, lourdement suspecté, a été capturé en France et Chauvelin menace de le faire guillotiner (Marguerite's Dilemma). Marguerite et Chauvelin se demandent tous deux s'ils peuvent à nouveau s'entendre ; Percy est témoin de leurs échanges et se demande s'il pourra un jour accorder sa confiance à son épouse (The Riddle).

### Acte II
Au bal du Prince (Entr'acte - Instrumental), l'ensemble des invités discutent du Pimpernel. La rumeur enfle selon laquelle le justicier serait présent ce soir-là (The Scarlet Pimpernel). Par bravade et conviction, Percy récite ensuite un poème à la gloire du Scarlet Pimpernel, repris en cœur par les invités (They Seek Him Here).
Marguerite, désespérée et persuadée que le justicier fait bel et bien partie de son entourage, demande aux amis de Percy d'envoyer le Pimpernel la rejoindre sur la passerelle, lorsqu'une heure du matin aura sonné (The Gavotte). Elle informe ensuite Chauvelin de son plan et se rend au lieu de rendez-vous. Percy se présente mais reste caché dans la pénombre, gardant son identité cachée. Marguerite évoque les plans de Chauvelin et explique à son mystérieux interlocuteur qu'elle a trahi le Marquis de Saint-Cyr sous la contrainte. Déchirée, Marguerite supplie le Pimpernel de s'échapper avant l'arrivée de Chauvelin ; ce dernier lui promet de sauver Armand et exige qu'elle s'éloigne. Une fois seul, ivre de joie, Percy comprend que Marguerite a toujours été digne de son amour et sa confiance (She Was There). Chauvelin arrive mais les pitreries de Percy le déstabilisent et le poussent à partir bredouille. La League embarque alors pour la France afin de sauver Armand.
Toujours ignorante de l'identité du Pimpernel, Marguerite fait de même. Déguisée en prostituée, Marguerite tente de découvrir des informations sur son frère mais elle est rapidement reconnue et appréhendée par Chauvelin (Storybook - Reprise). Chauvelin admire la force de caractère de la belle mais sait à présent qu'elle ne lui cèdera jamais et, furieux de se voir ainsi défié, l'envoie en prison. Dans sa geôle, elle retrouve enfin Armand.
Incapable de se porter directement au secours de Marguerite et Armand, Percy endosse à nouveau l'identité de Grappin. Il propose à Chauvelin de manipuler Armand afin qu'il les conduise au petit port secret où la League débarque et embarque à loisirs ; les révolutionnaires pourront ainsi capturer tout le groupe. Percy/Grappin essaie de convaincre Chauvelin de le laisser se débarrasser de Marguerite afin de mettre la belle en sécurité. En vain. Chauvelin lui ordonne de s'en tenir au plan. Une fois seul, Chauvelin cède à sa colère et se sait incapable de reconquérir Marguerite (Where's the Girl? - Reprise).
A Paris, la League retrouve Percy, Marie et le fiancé de cette dernière, Tussaud. Ensemble, ils réfléchissent au moyen de sauver Marguerite et Armand. Incapable de s'approcher d'eux, même déguisé en Grappin, Percy commence à juger que la situation est désespérée. Il jure alors de faire cavalier seul, ne voulant pas que le reste de la League soit en danger. Ses complices lui déclarent avec assurance qu'ils le soutiendront (Into the Fire - Reprise).
Depuis leur prison, Armand assure à Marguerite que le Pimpernel les sauvera. Refusant d'y croire, Marguerite pleure la perte de Percy (I'll Forget You). Cependant, le frère et la sœur sont sauvés par de soi-disant membres de la League - en réalité des agents de Chauvelin - et se dirigent vers leur port secret, dans la ville côtière de Michelon, sans se douter que le sbire de Robespierre est sur leurs traces. En chemin, Marguerite apprend l'identité secrète de son mari.
A Michelon, Marguerite et Armand découvrent qu'une guillotine a été érigée. Chauvelin et ses hommes arrivent, et lorsque Marguerite supplie Percy de s'enfuir, Chauvelin comprend qui est réellement son adversaire.
Percy se présente, grimé en Grappin. Il informe Chauvelin que le Scarlet Pimpernel est bel et bien Sir Percy Blakeney et qu'il se dirige à présent vers Calais. Chauvelin envoie quelques hommes intercepter le jeune noble mais garde une petite bande de soldats pour lui prêter main-forte. Lorsque Percy révèle « accidentellement » son identité, un duel s'engage entre son ennemi et lui. Marguerite intervient plusieurs fois pour aider Percy mais Chauvelin l'emporte malgré tout (The Duel). Sous les yeux horrifiés de son épouse, Percy est traîné jusqu'à la guillotine et mis à mort.
Triomphant, Chauvelin envoie la plupart de ses soldats restants porter la nouvelle à Robespierre, ne laissant qu'une petite escouade sur place. Cependant, à la stupéfaction totale de son meurtrier, Percy est vivant ! La tête qui est tombée est en fait une reproduction en cire confectionnée par Marie. Cette dernière a admirablement berné Chauvelin. Le duel et l'exécution n'étaient donc qu'une ruse pour duper l'ennemi. Connaissant sa nature vantarde, Percy savait que ce dernier serait excessivement confiant et renverrait la majorité de ses forces. Les soldats toujours présents se révèlent être des membres de la League, tous déguisés.
Les hommes de Percy ligotent Chauvelin et le laissent avec des preuves accablantes amenant le gouvernement révolutionnaire à croire qu'il est le Scarlet Pimpernel. Percy, Marguerite, Armand et les leurs partent alors pour l'Angleterre. Marguerite et Percy renouvèlent leurs vœux d'amour véritable véritable (Believe - Reprise).

## Personnages principaux
- Sir Percy Blakeney : sous ses airs de gentleman britannique placide, superficiel et élégant, dandy à la pointe de la mode, Percy est en réalité le Scarlet Pimpernel. Fine lame, rusé et volontiers moqueur, il est un archétype du justicier menant une double vie. Son objectif est de sauver de la guillotine les aristocrates pourchassés durant la Révolution française. Pour atteindre ce but, il fonde la League of the Scarlet Pimpernel.
- Marguerite Saint-Just : la femme de Percy. Avant sa rencontre avec ce dernier, elle a un temps épousé les idéaux révolutionnaires et noué une relation intime avec Chauvelin. Ancienne actrice vedette de la Comédie-Française, elle a quitté la troupe pour se marier avec Percy, en Angleterre. Belle, fière et déterminée, elle est prête à tout pour protéger ceux qui lui sont chers, en particulier son jeune frère, Armand.
- Chauvelin : aristocrate dévoyé, fanatique de la cause révolutionnaire, il est envoyé par Robespierre pour traquer le Scarlet Pimpernel et sa bande. Le personnage est en partie inspiré de François Bernard de Chauvelin.
- Robespierre : le chef du gouvernement révolutionnaire et dirigeant des Jacobins.
- Armand Saint-Just : le frère cadet de Marguerite, idéaliste et tête brûlée, qui deviendra l'un des membres les plus dévoués de la League of the Scarlet Pimpernel.
- Marie Grosholtz : confidente très proche de Marguerite, elle est créatrice de costumes et de perruques. Elle se marie plus tard à un certain Tussaud. Elle n'hésite pas à prêter main-forte à ses amis en cas de besoin.
- Anthony Dewhurst : un aristocrate britannique, ami et bras droit de Percy, membre de la League of the Scarlet Pimpernel.
- Le prince de Galles : le prince héritier britannique et connaissance de Percy.
- Ozzy, Elton, Farleigh, Hal et Ben : membres de la League of the Scarlet Pimpernel.

## Chansons

### Acte I
- Overture - Orchestre
- Storybook - Marguerite & Ensemble
- Madame Guillotine - Chauvelin, St. Cyr & Ensemble
- You Are My Home / Wedding Dance / Prayer - Percy, Marguerite & Ensemble
- Prayer - Percy
- Into the Fire - Percy, Armand, Ozzy, Dewhurst, Elton, Farleigh, Hal & Ben
- Falcon In the Dive - Chauvelin
- Scarlet Pimpernel Transition - Percy, Marie, Marguerite & les filles
- When I Look at You - Marguerite
- When I Look at You (Reprise) - Percy & Marguerite
- Where's The Girl? - Chauvelin
- You Are My Home (Garden Reprise) - Marguerite & Armand
- The Creation of Man - Percy, Ozzy, Dewhurst, Elton, Farleigh, Hal & Ben
- Marguerite's Dilemma - Orchestre
- The Riddle - Chauvelin, Marguerite, Percy & Ensemble

### Acte II
- Entr'acte - Orchestre
- Opening Act II - Percy, Marguerite & Ensemble
- The Scarlet Pimpernel
- They Seek Him Here - Percy, Marguerite, Chauvelin, Elton, Farleigh, Dewhurst, Ozzy, le Prince de Galles & Ensemble
- Ouilles Gavotte
- She Was There - Percy
- Storybook (Bistro Reprise) - Marguerite & Ensemble
- Where's The Girl? (Reprise) - Chauvelin
- Into The Fire (Reprise) - Ozzy, Dewhurst, Farleigh, Elton, Hal & Ben
- I'll Forget You - Marguerite
- The Duel - Orchestre
- Finale / When I Look at You (Reprise) - Marguerite, Percy & Ensemble
- Bows / Into the Fire (Reprise) - Percy & Companie
- Exit Music - Orchestre

## Productions
La comédie musicale s'est jouée à Broadway d'octobre 1997 à mai 1999 au Minskoff Theatre.
Par la suite, le spectacle s'est établi au Neil Simon Theatre de septembre 1999 à janvier 2000 où il a connu plusieurs revivals.
The Scarlet Pimpernel a connu une tournée nationale ainsi qu'une adaptation allemande par Wolfgang Adenberg et une adaptation japonaise par Shūichirō Koike. Pour la version nippone, Frank Wildhorn a composé trois nouvelles chansons : ひとかけらの勇気（A Peace Of Courage), 愛の絆 (Ties of Love) et 栄光の日々 (Glory Days).

## Distributions
| Personnage          | Distribution originale de Broadway (1997) | Distribution du revival de Broadway (1999) | Distribution de la tournée américaine (2000) | Distribution japonaise (2016) | Distribution japonaise du revival (2017) |
| ------------------- | ----------------------------------------- | ------------------------------------------ | -------------------------------------------- | ----------------------------- | ---------------------------------------- |
| Sir Percy Blakeney  | Douglas Sills                             | Ron Bohmer                                 | Douglas Sills                                | Kanji Ishimaru                | Kanji Ishimaru                           |
| Marguerite St. Just | Christine Andreas                         | Carolee Carmello                           | Amy Bodnar                                   | Kei Aran                      | Kei Aran                                 |
| Chauvelin           | Terrence Mann                             | Marc Kudisch                               | William Michals                              | Kazutaka Ishii                | Kazutaka Ishii                           |
| Armand St. Just     | Gilles Chiasson                           | Kirk McDonald                              | Martin K. Thomas                             | Hiroshi Yazaki                | Kouhei Matsushita                        |
| Le Prince de Galles | David Cromwell                            | Billy Sharpe                               | David Cromwell                               | ?                             | Rio Uehara                               |
| Robespierre         | David Cromwell                            | Billy Sharpe                               | David Cromwell                               | Genki Hirakata Takanori Sato  | Rio Uehara                               |
| Marie               | Elizabeth Ward Land                       | Elizabeth Ward Land                        | Elizabeth Ward Land                          | Ami Yumeka                    | Ami Yumeka                               |

## Réception

### Accueil
Malgré des retours positifs et de nombreuses nominations lors des cérémonies officielles, The Scarlett Pimpernel est un échec financier, tout comme les précédentes œuvres à gros budget de Frank Wildhorn (Jekyll & Hyde et The Civil War).

### Récompenses et nominations
Tony Award
- Meilleure comédie musicale (nommée)
- Meilleur livret de comédie musicale – Nan Knighton (nommé)
- Meilleur acteur dans une comédie musicale – Douglas Sills (nommé)

Theatre World Award
- Douglas Sills (gagnant)

Drama Desk Award
- Meilleur acteur dans une comédie musicale – Douglas Sills (nommé)
- Meilleure musique pour une comédie musicale – Frank Wildhorn (nommé)

Outer Critics Circle Award
- Meilleur comédie musicale de Broadway (nommée)
- Meilleur acteur – Douglas Sills (nommé)
- Meilleurs costumes – Jane Greenwood (nommée)
- Meilleures lumières – Natasha Katz (nommée)